# Авангард (Челябинская область)
Авангард — упразднённый посёлок в Уйском районе Челябинской области России. Входил в состав Вандышевского сельсовета. Исключен из учётных данных в 1985 году.

## География
Располагался в южных отрогах хребта Шелканды, на расстоянии примерно 4 км по прямой к юго-востоку от окраин деревни Вандышевка.

## История
По данным на 1970 год входил в состав Вандышевского сельсовета. В нём располагалась ферма колхоза «Путь к коммунизму».
Исключен из учётных данных решением Челябинского облисполкома от 28 мая 1985 года № 220.

## Население
| 1970 | 1977 | 1983 |
| ---- | ---- | ---- |
| 115  | ↘10  | ↘6   |

## Инфраструктура
Основа экономики — сельское хозяйство .